# Bocca di Murellu
La Bocca di Murellu (in francese chiamato talvolta Col de Murello) è un passo che collega Vivario con Vezzani.